# Kalkum
Kalkum, Düsseldorf-Kalkum (do 1930 Calcum) — dzielnica miasta Düsseldorf w Niemczech, w okręgu administracyjnym 5, w kraju związkowym Nadrenia Północna-Westfalia, w rejencji Düsseldorf.  